# Бізань

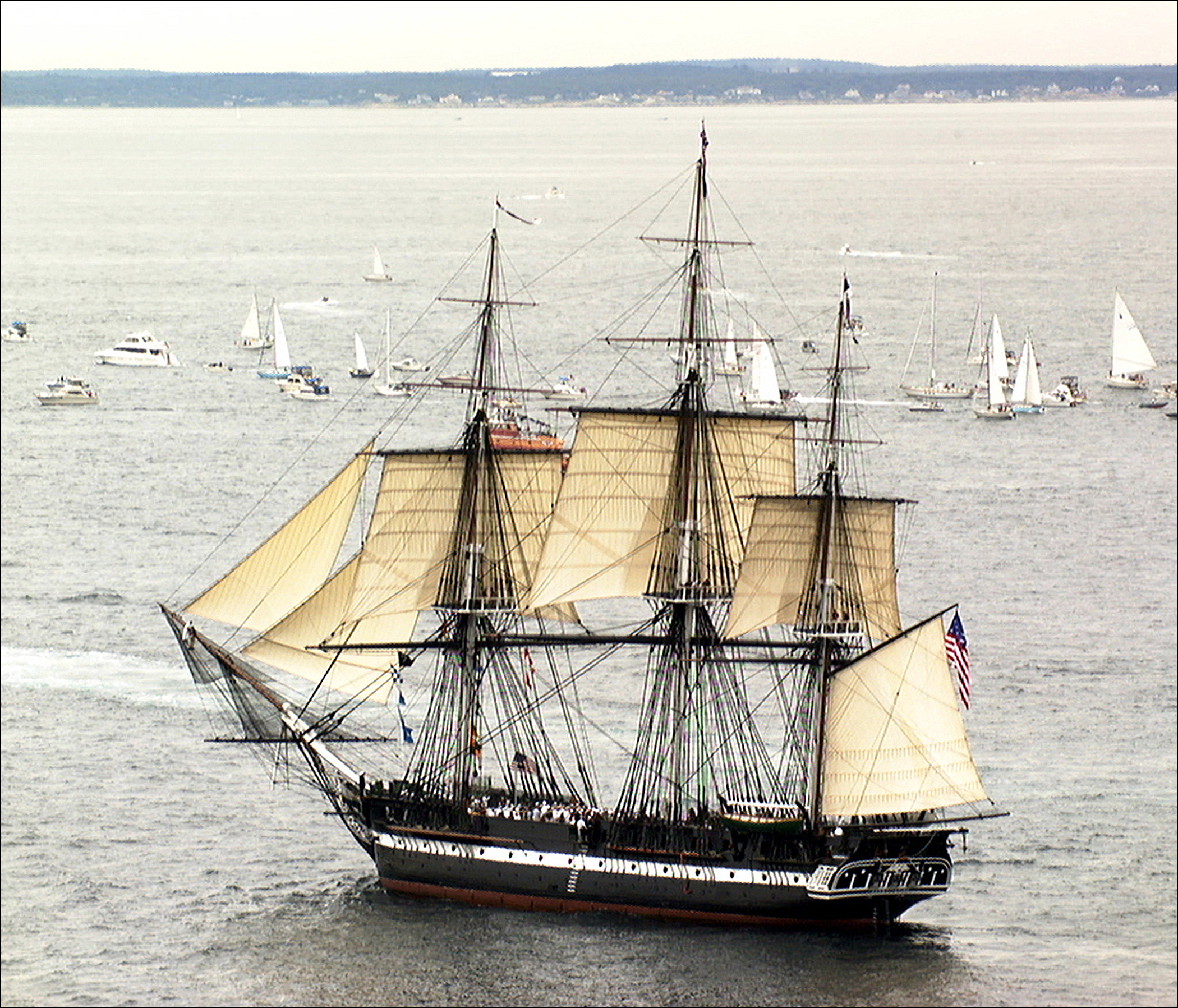
Американський фрегат «Конституція» під гафельною бізанню, марселями і кліверами

Біза́нь (нід. bezaan, що через ісп. mesana і порт. mezana сходить до лат. medianus — «середній») — нижнє вітрило на бізань-щоглі.
Залежно від типу вітрильного озброєння бізань може мати різний вигляд (пряма, латинська, гафельна, бермудська):
1. гафельне вітрило, верхня шкаторина якого шнурується до гафеля, а нижня розтягується по гіку бізань-шкотом (замість однієї гафельної бізані на деяких суднах використовуються дві на окремих гафелях — верхня і нижня бізань).
2. латинське вітрило, що ставиться на бізань-рю (рейку латинського вітрила).
3. пряме вітрило, що ставиться на бегін-реї бізань-щогли. У разі його наявності, косе вітрило буде називатися «контр-бізань».
4. бермудське вітрило, що ставиться на гіку бізань-щогли (на бермудських йолах, кечах).

Слово «бізань» додається до назв усіх частин рангоуту, такелажу і вітрил, що кріпляться на бізань-щоглі. Виняток становить нижня рея, коли на бізані, крім косого вітрила, є прямі вітрила. Тоді рея буде називатися «бегін-рея», а до деталей рангоуту, що знаходяться вище марсового майданчика і на стеньгах, додається слово «крюйс».
Зрідка бізань називається дра́йвер (від англ. driver) або спе́нкер (від spanker).